# Gastronomická pravidla

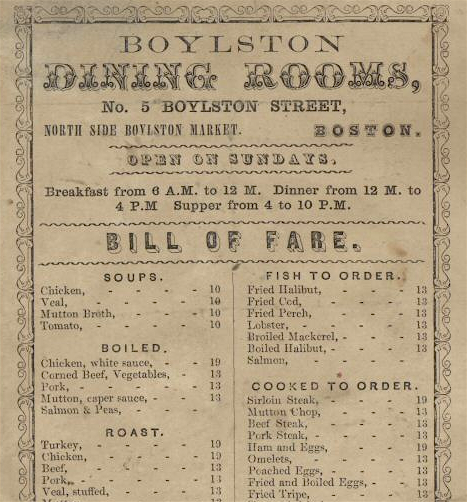
Ukázka jídelního lístku

Gastronomická pravidla jsou shrnutím poznatků, zkušeností a zvyklostí v oblasti stravování při sestavování jídelních a nápojových lístků. Při sestavování jídelních a nápojových lístků je třeba dbát na dodržování gastronomických pravidel, respektovat energetické a biologické hodnoty výživy.

## Zásady
Jídla musí být pestrá a rozmanitá, připravovaná z různých druhů mas. K přípravě je vhodné použít různých technologických postupů a dbát na pestrost příloh. Podle ročního období je příhodné připravovat sezónní jídla. Na jídelní lístek se zařazují nejprve jídla slaná, potom sladká. Jídla se vhodně doplňují saláty a kompoty. Jídelní lístky se sestavují tak, aby byly zastoupeny všechny živiny. Nápoje jsou řazeny od méně alkoholických k více alkoholickým.

## Jídelní lístek
Jídelní lístek je seznam nabízených pokrmů a příloh a také reprezentuje provozovnu. Jídelní lístek by měl obsahovat pestrý výběr pokrmů a příloh, měl by být přehledný a čitelný. Náležitosti, které by měl jídelní lístek obsahovat: název provozovny, cenu pokrmů, hmotnost masa nebo použitých surovin v syrovém stavu, přesný název pokrmů, jméno odpovědného pracovníka.
Jídelní lístky rozlišujeme:
- restaurační (denní, stálý, kombinovaný)
- kavárenský
- vinárenský
- barový
- hotelový

## Nápojový lístek
Nápojový lístek je seznam nabízených nápojů. Nápojový lístek je zpravidla tištěný a vhodně graficky upravený. Náležitosti nápojového lístku: název provozovny, cenu nápojů, míra nápojů, název nápojů, jméno odpovědného pracovníka.
Druhy nápojových lístků:
- restaurační
- kavárenský
- vinárenský
- barový
- hotelový

## Menu
Menu je pevná sestava pokrmů, doplněná vhodnými nápoji, používaná k určité příležitosti nebo při slavnostním stolování. Podle počtu chodů rozlišujeme menu jednoduché o třech chodech, menu složité o čtyřech a více chodech a menu slavnostní, které se sestavuje k určité příležitosti.